# Intrusione Muskox

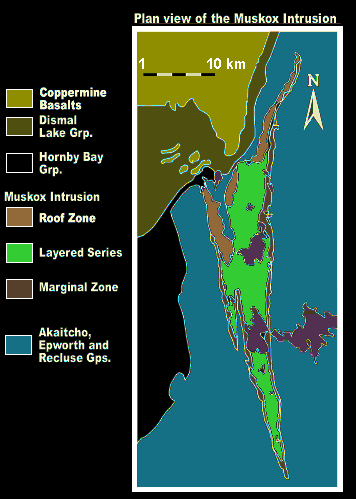
Mappa geologica dell'intrusione Muskox e dei gruppi geologici adiacenti.

L’intrusione Muskox è un'intrusione mafica stratificata situata nel territorio del Nunavut, in Canada. È localizzata 144 km a nordest del Grande Lago degli Orsi e 90 km a sud di Kugluktuk, nel Coronation Gulf.
Si è formata durante un importante evento magmatico nel corso del Proterozoico, causata dall'attività di un punto caldo o dal vulcanismo collegato a un mantle plume sviluppatosi nelle vaste colate basaltiche del Gruppo del Coppermine River.
L'intrusione ha la forma di una fossa inclinata con una lunghezza esposta di 120 km e uno spessore o dimensione verticale originaria di 6 km. La tipologia delle rocce presenti include picrite, peridotite, dunite, pirossenite, gabbro e granofiri. Un dicco  di alimentazione del gabbro di olivina è esposto al disotto della sequenza inclinata.
La datazione al potassio-argo della regione indica un'età compresa tra 1095 e 1155 milioni di anni per l'intrusione Muskox, 1100-1200 milioni di anni per lo sciame di dicchi Mackenzie e 740-1200 per le colate basaltiche del Coppermine. Età più recenti sono interpretate come relative a successive intrusioni di sill di gabbro tra 604 e 718 milioni di anni fa. Ulteriori evidenze strutturali e stratigrafiche indicano che l'intrusione Muskox, lo sciame Mackenzie e le colate Coppermine appartengono allo stesso evento magmatico che portò alla formazione della Grande provincia ignea Mackenzie e che l'intrusione Muskox ha occupato la camera magmatica che alimentava il vulcanismo.